# Antonio Pesenti
Antonio Pesenti (17 de maio de 1908, Zogno - 10 de junho de 1968, Bérgamo) foi um ciclista italiano. Atuou profissionalmente entre 1929 e 1939. Recebeu o apelido de Il gatto di Zogno. Foi o vencedor do Giro d'Italia em 1932 .